# Danaphos
Danaphos es un género de peces que pertenece a la familia Sternoptychidae. Los fósiles de esta especie muestran que el género era muy distinto en el período Eoceno, hace más de 35 millones de años.

## Especies
Especies reconocidas del género:
- Danaphos asteroscopus Bruun, 1931
- Danaphos oculatus (Garman, 1899)